# Wolverine: Adamantium Rage
Wolverine: Adamantium Rage (яп. ウルヴァリン) — видеоигра в жанре платформер с элементами beat 'em up, разработанная компаниями Teeny Weeny Games и Bits Studios и изданная Acclaim Entertainment и LJN для игровых платформ Sega Mega Drive/Genesis и SNES.

## Сюжет
В версии для Sega Mega Drive/Genesis рассказывается о том, как человек по имени Джеймс Хоулетт против своей воли стал участником эксперимента, проводимого неизвестной организацией. В планах этой организации было создание суперсолдата, неуязвимого для противника. В ходе операции в тело Логана был вживлён скелет, состоящий из сверхпрочного вещества — адамантия; также он получил способность к быстрому восстановлению после ранений. Во время завершающей стадии операции Логан неожиданно пришёл в себя и разрушил капсулу, в которой находился. Теперь он должен, используя свои способности, вырваться из лаборатории.
Сюжет версии для SNES несколько иной. Росомаха получает загадочное сообщение от человека, знающего некоторые подробности о прошлом Логана. Поиски этого человека приводят Росомаху на военную базу, расположенную в Канаде. Здесь ему предстоит отыскать несколько подсказок и узнать о тайне своего прошлого.

## Геймплей
Игра представляет собой платформер с боковым сайд-скроллингом и двухмерной графикой и состоит из нескольких уровней.
Версии игры различаются по локациям, где происходит действие, однако имеют сходный игровой процесс. Один из Людей Икс, Росомаха, перемещается по уровням и уничтожает врагов; в конце уровней он встречается с боссами. Вместе с тем, в версии для SNES герой должен отыскивать так называемые «ключи» — специальные предметы, без которых нельзя завершить уровень, а в версии для Sega присутствуют логические элементы (например, нужно найти рубильник, чтобы включить лифт и добраться до недоступной платформы).
Персонаж может атаковать врагов с помощью когтей; также здесь представлен «исцеляющий фактор», позволяющий ему восстанавливаться после ударов противников.
Враги в игре — разнообразные роботы, вооружённые охранники и др.

## Оценки
Игра встретила достаточно прохладные оценки критиков.
Игровой журнал Game Players поставил версии для Sega оценку 85 баллов из 100. При этом журналы EGM и GamePro оценили эту же версию в 4,3 балла из 10 и 2 балла из 5, а информационный сайт Sega 16.com — в 3 балла из 10.
Оценки версии для SNES также были невысокими. Игровой журнал GamePro оценил эту версию 4,5 баллов из 10. Однако журналы Video Games & Computer Entertainment и EGM поставили игре оценки 8 и 6,2 баллов из 10. Ещё один журнал, посвящённый видеоиграм — Total! выставил ей оценку 3,7 баллов из 6.
Сравнивая обе версии, веб-сайт GameFAQs поставил версии для Sega оценку 6,1 баллов из 10, а версии для SNES — 5,8 баллов из 10.
Среди достоинств игры рецензенты отметили графическое и звуковое оформление уровней, прорисовку и анимацию персонажей, интеллект противников и спецприёмы, используемые героем. К недостаткам были отнесены неудобное управление и высокая сложность игры.